# Greg Olsen
Gregory "Greg" Olsen (født 11. marts 1985 i Wayne, New Jersey, USA) er en amerikansk footballspiller, der spiller i NFL som tight end for Carolina Panthers. Han kom ind i ligaen før 2007-sæsonen og har tidligere repræsenteret Chicago Bears.